# Teddy Riner
Teddy Pierre-Marie Riner (Les Abymes, 7 april 1989) is een Frans judoka. Hij is elf keer wereldkampioen, negenmaal bij de zwaargewichten en tweemaal in de "open weight"-categorie en viermaal Europees kampioen. Hij nam ook vijf keer deel aan judo op de Olympische Zomerspelen en was olympisch kampioen in de categorie zwaargewicht in 2012, 2016 en 2024. Hij was al de eerste mannelijke judoka in de geschiedenis met zes wereldtitels.

## Carrière
Zijn eerste succes boekte hij in 2005 met het veroveren van de Europese jeugdtitel bij het zwaargewicht. Een jaar eerder moest hij nog genoegen nemen met een bronzen medaille bij dit kampioenschap. Een jaar later prolongeerde hij deze jeugdtitel en veroverde eveneens de wereldtitel bij de junioren.
In 2007 was hij met achttien jaar en vijf maanden de jongste wereldkampioen in de geschiedenis van de judosport. Een jaar later nam hij deel aan de Olympische Spelen van Peking en won bij deze gelegenheid een bronzen medaille. Hij verloor de halve finale tegen Abdullo Tangriyev.
Hij traint in Parijs.
Tijdens de Olympische Zomerspelen van Tokio moest hij bij de zwaargewichten genoegen nemen met brons. Met het Franse gemengde team won hij zijn derde olympische titel.

## Titels
- Olympisch kampioen judo (zwaargewicht) - 2012, 2016, 2024
- Olympisch kampioen judo (team) - 2020
- Wereldkampioen judo (zwaargewicht) - 2007, 2009, 2010, 2011, 2013, 2015, 2017, 2023
- Wereldkampioen judo (open klasse) - 2008, 2017
- Wereldkampioen judo (team) - 2011
- Europees kampioen judo (zwaargewicht) - 2007, 2011, 2013, 2014
- Wereldjeugdkampioen judo (zwaargewicht) - 2007
- Europees jeugdkampioen judo (zwaargewicht) - 2006, 2007

## Erelijst

### zwaargewicht +100 kg
- 2005:  EK junioren in Zagreb
- 2006:  EK junioren in Tallinn

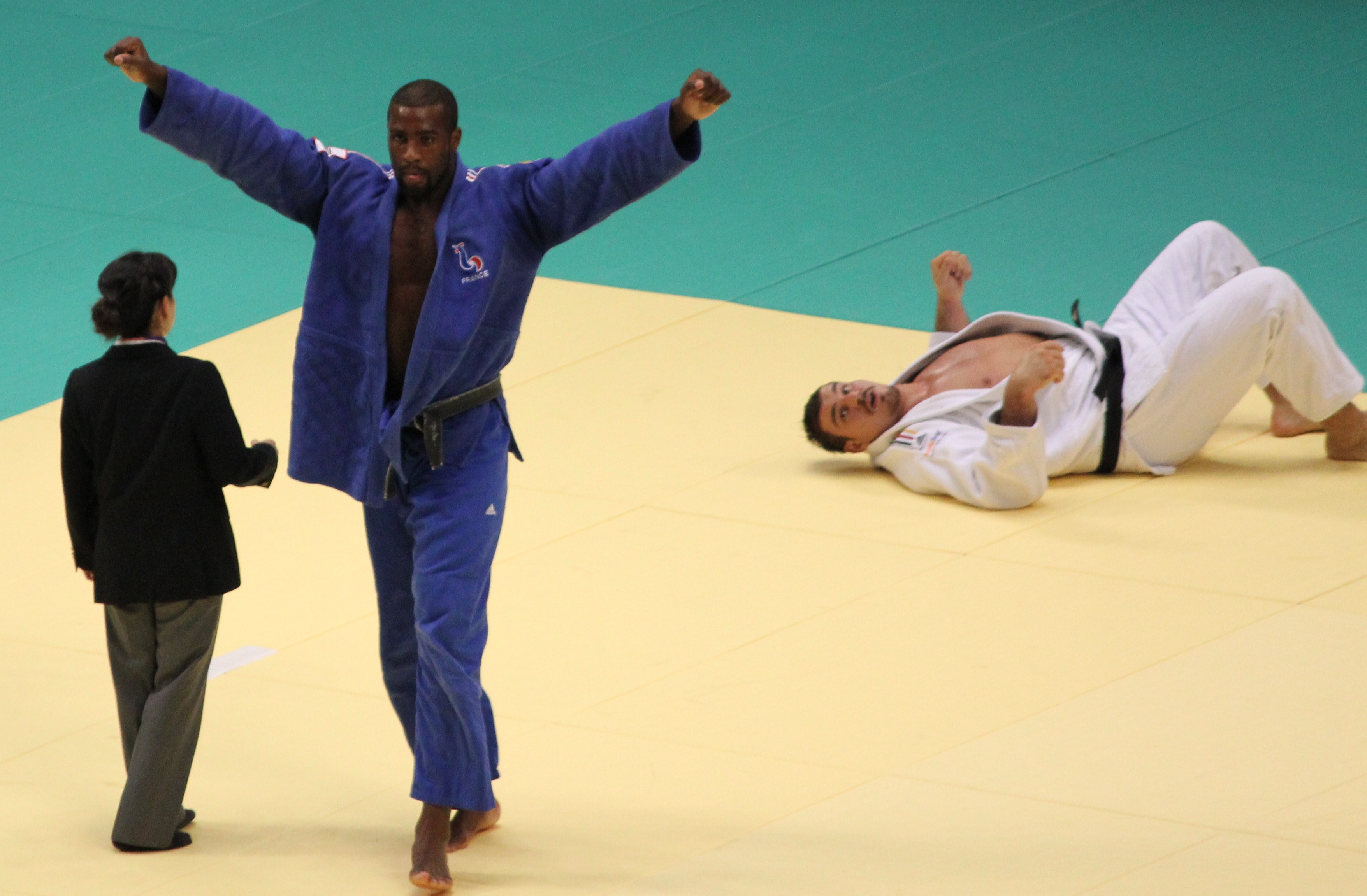
Tokio 2010

- 2006:  WK junioren in Saint-Domingue
- 2007:  EK in Belgrado
- 2007:  WK in Rio de Janeiro
- 2008:  OS in Peking
- 2008:  WK junioren in Bangkok
- 2009:  WK in Rotterdam
- 2010:  WK in Tokio
- 2011:  EK in Istanboel
- 2011:  WK in Parijs
- 2012:  OS in Londen
- 2013:  WK in Rio de Janeiro
- 2014:  WK in Chelyabinsk
- 2015:  WK in Astana
- 2016:  EK in Kazan
- 2016:  OS in Rio de Janeiro
- 2017:  WK in Boedapest
- 2020:  OS in Tokio
- 2023:  WK in Doha
- 2024:  OS in Parijs

### open klasse
- 2008:  WK in Levallois-Perret
- 2010:  WK in Tokio
- 2017:  WK in Marrakesh

### team
- 2011:  WK in Parijs
- 2017:  WK in Boedapest
- 2020:  OS in Tokio
- 2024:  OS in Parijs

## Trivia
- Bij de openingsceremonie van de Olympische Spelen van Parijs in 2024 ontstak Riner samen met Marie-José Pérec de olympische vlam.

1964: Isao Inokuma ·
1972: Wim Ruska ·
1976: Serhei Novikov ·
1980: Angelo Parisi ·
1984: Hitoshi Saito ·
1988: Hitoshi Saito ·
1992: Davit Chachaleisjvili ·
1996: David Douillet ·
2000: David Douillet ·
2004: Keiji Suzuki ·
2008: Satoshi Ishii · 
2012: Teddy Riner · 
2016: Teddy Riner · 
2020: Lukáš Krpálek · 
2024: Teddy Riner
2020: Clarisse Agbegnenou & Amandine Buchard & Sarah-Léonie Cysique & Romane Dicko & Madeleine Malonga & Margaux Pinot & Guillaume Chaine & Axel Clerget & Alexandre Iddir & Kilian Le Blouch & Teddy Riner · 
2024: Shirine Boukli & Joan-Benjamin Gaba & Amandine Buchard & Walide Khyar & Sarah-Léonie Cysique & Luka Mkheidze & Clarisse Agbegnenou & Alpha Oumar Djalo & Marie-Ève Gahié & Maxime-Gaël Ngayap Hambou & Romane Dicko & Aurelien Diesse & Madeleine Malonga & Teddy Riner
- Bibliothèque nationale de France: cb166109806 (data)
- Gemeinsame Normdatei: 1289342768
- International Standard Name Identifier: 0000 0003 8033 378X
- Library of Congress Control Number: n2012060105
- Bibliotheek van het Japanse parlement: 001238756
- Système universitaire de documentation: 163774587
- Virtual International Authority File: 259711311
- WorldCat: E39PBJtH3PQD7Q6bHXpd4XVHmd